# Pierre Alexandre Joseph Allent
Le chevalier Pierre Alexandre Joseph Allent, né le 9 août 1772 à Saint-Omer et mort le 5 juillet 1837 à Paris, est un général et homme politique français de la Révolution et du Premier Empire.

## Biographie

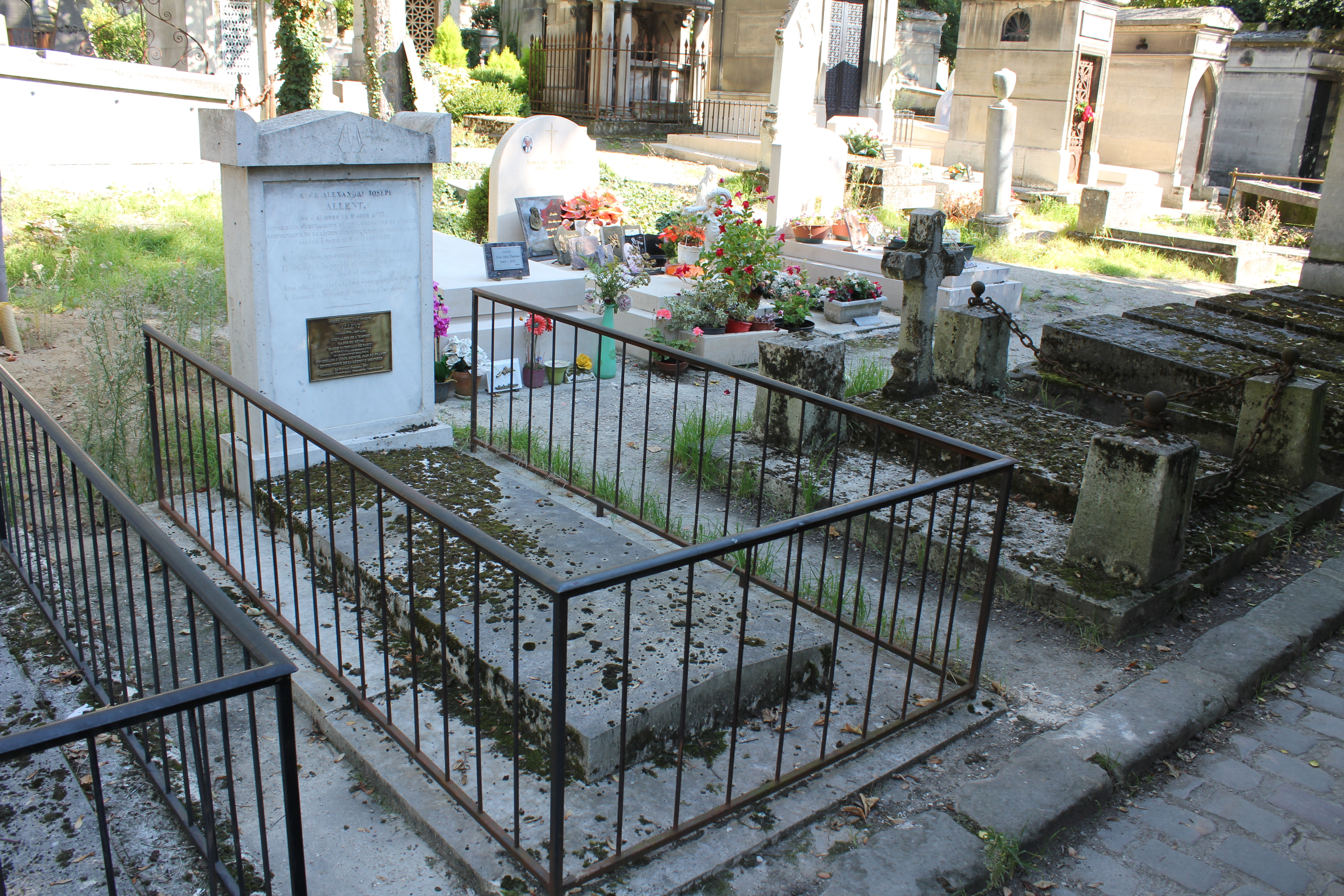
Tombe de Pierre Alexandre Joseph Allent (cimetière du Père-Lachaise, division 10)

Pierre Alexandre Joseph Allent naît le 9 août 1772 à Saint-Omer, dans le Pas-de-Calais.
Il débuta dans la carrière militaire comme volontaire canonnier dans un régiment du Pas-de-Calais et servit au bombardement de Lille en octobre 1792. Il a pris part aux guerres de la Révolution et de l'Empire.
D'une santé fragile, Lazare Carnot l'a appelé au cabinet topographique et lui a confié des missions importantes.
Napoléon l'a nommé secrétaire du comité chargé d'examiner les plans de défense. Dès sa création, il a fait partie du comité mixte des travaux publics, et en fut membre pendant trente ans.
Il fut adjoint au roi Joseph pour défendre Paris en 1814, comme chef d'état-major de la Garde Nationale de Paris. À cet effet, il fut promu général de brigade le 28 janvier 1814. Le 31 mai 1814, il fut promu lieutenant-général et devint chef d'état-major des Gardes Nationales du Royaume, inspecteur général des Gardes Nationales.
Il fut nommé Conseiller d'État en 1814. Il a été sous-secrétaire d'État au département de la guerre entre 1817 et 1819 sous la direction du maréchal Gouvion-Saint-Cyr. En 1819 il a été nommé président du contentieux au Conseil d'État où il est resté jusqu'à sa mort. Il a été élu député du Pas-de-Calais le 1er août 1828.
Il fut nommé Pair de France en 1832. Il siège à la Chambre des Pairs.
Il est inhumé au cimetière du Père-Lachaise (10e division),.

## Titres, décorations, honneurs
- Chevalier de l'ordre de Saint-Louis le 6 janvier 1815
- Commandeur de la Légion d'honneur le 22 mai 1825

## Œuvres
Pierre Alexandre Joseph Allent est l'auteur d'une Histoire du corps impérial du génie dont seule la première partie, Depuis l'origine de la fortification moderne jusqu'à la fin du règne de Louis XIV, a été publiée en 1805 (à Paris, chez Magimel). Ce livre, très recherché, comporte, notamment une remarquable étude sur Vauban (p. 45 à 526, et annexe, p. 693-719). Titre complet : Histoire du Corps Impérial du Génie, des sièges et des travaux qu'il a dirigés, et des changements que l'attaque, la défense, la construction et l'administration des forteresses ont reçu en France, depuis l'origine de la fortification nouvelle jusqu'à nos jours. 1re partie : depuis l'origine de la fortification moderne jusqu'à la fin du règne de Louis XIV.
Il est aussi l'auteur de l'État des Officiers de l'Arme du Génie. An XII. À Paris, de l'Imprimerie de Valade, Rue Coquillière.
Cet État des Officiers du Génie, publié anonymement en l'an XII (c'est-à-dire 1803 ou 1804), sans doute à très petit nombre (plus encore sur papier vélin), est, comme l'indique l'Avis au verso du faux-titre extrait de l'Histoire du Corps du Génie, ouvrage de plus d'étendue, qui développera tout ce qu'on n'a pu qu'indiquer dans cet abrégé. Ex-dono sur une garde blanche de J. Boulatignier à E. David, avec une longue note du donateur, datée 1868 : « Le précis historique sur les corps du génie est dû à Mr Allent, l'un des hommes qui ont le plus honoré le Conseil d'État par l'étendue et la variété de ses connaissances. » (en tout 10 lignes). S. Joseph Boulatignier, né en 1805, maître des requêtes au Conseil d'État, est l'auteur, avec le baron J.Marie de Gérando (par ailleurs biographe de P.A.J. Allent), d'Institutes de Droit Administratif, publiées en 1842.
Enfin, il est l'auteur d'un Mémoire sur la réunion de l'Artillerie et du Génie, adressé au premier Consul de la République Française, Paris, Chez Duprat, an IX-1800, 1800. in-8, VII-73 pp. Mémoire écrit au moment de la réorganisation de l'école de Mézières où seront réunies les écoles d'applications du Génie et de l'Artillerie en 1802 et de l'ensemble du corps du Génie et des Ponts et Chaussées. Quérard indique que l'auteur n'a signé que la lettre et l'exemplaire adressés au premier Consul ; Allent démontre que malgré les rapports entre les deux armes, il n'y a pas de motifs nécessaires pour en réunir l'exercice. Napoléon renoncera au projet de réunion des deux corps.